# Drobnička bezkořenná
Drobnička bezkořenná (Wolffia arrhiza) je druh jednoděložné rostliny z čeledi árónovité (Araceae). Starší systémy ji řadí do samostatné čeledi okřehkovité (Lemnaceae).

## Popis
Jedná se o extrémně redukovanou vodní rostlinu, patří vlastně k nejvíce redukovaným vyšším rostlinám na světě. Je jednoletá, jednodomá, volně plovoucí na hladině. Celá lodyha má „stélkovitý tvar“, „stélka“ je drobná, eliptická až skoro kulovitá, měří pouze cca 0,5-1,5 mm. Listy zcela chybí, kořeny chybí také. Někteří autoři však považují „stélku“ za list. Vždy převažuje vegetativní rozmnožování nad pohlavním, rostliny vytvářejí rozsáhlé kolonie, ale kvetou jen výjimečně. Květy jsou v redukovaných chudokvětých květenstvích obsahujících většinou 2 (nebo 3?) květy, toulcovitý membránovitý listen chybí. Květenství je umístěno v dutině na horní straně „lístku“. Jedná se o nejmenší květy na světě. Okvětí chybí. Samčí květ je v květenství pouze 1 a je redukovaný na 1 tyčinku. Samičí květ je také jeden (některé zdroje však udávají pro rod Wolffia 2 samičí květy, např.  Archivováno 6. 6. 2020 na Wayback Machine.) a je redukován na gyneceum, které je zdánlivě složené z 1 plodolistu, zdánlivě monomerické (snad by mohlo být interpretováno jako pseudomonomerické), semeník je svrchní. Plodem je suchý, nepukavý měchýřek, obsahující 1 semeno.

## Lidské využití
Tato drobná rostlina je výživná potravina. Její zelenou část tvoří přibližně z 40 % bílkoviny v suché hmotnosti, turion obsahuje asi 40 % škrobu. Obsahuje mnoho aminokyselin důležitých pro lidskou výživu, relativně velké množství dietních minerálů a stopových prvků, jako je vápník, hořčík a zinek a vitamín B12. Dlouho se používá jako levný zdroj potravy v Myanmaru, Laosu a Thajsku, kde je známá jako khai-nam ("vodní vejce"). V akvaristice je drobnička bezkořenná pro svoji oblíbenost u některých drobnějších druhů akvarijních ryb využívána jako doplňkové krmivo pro zpestření jídelníčku. Vyhledává ji a ochotně přijímá například razbora klínoskvrnná.

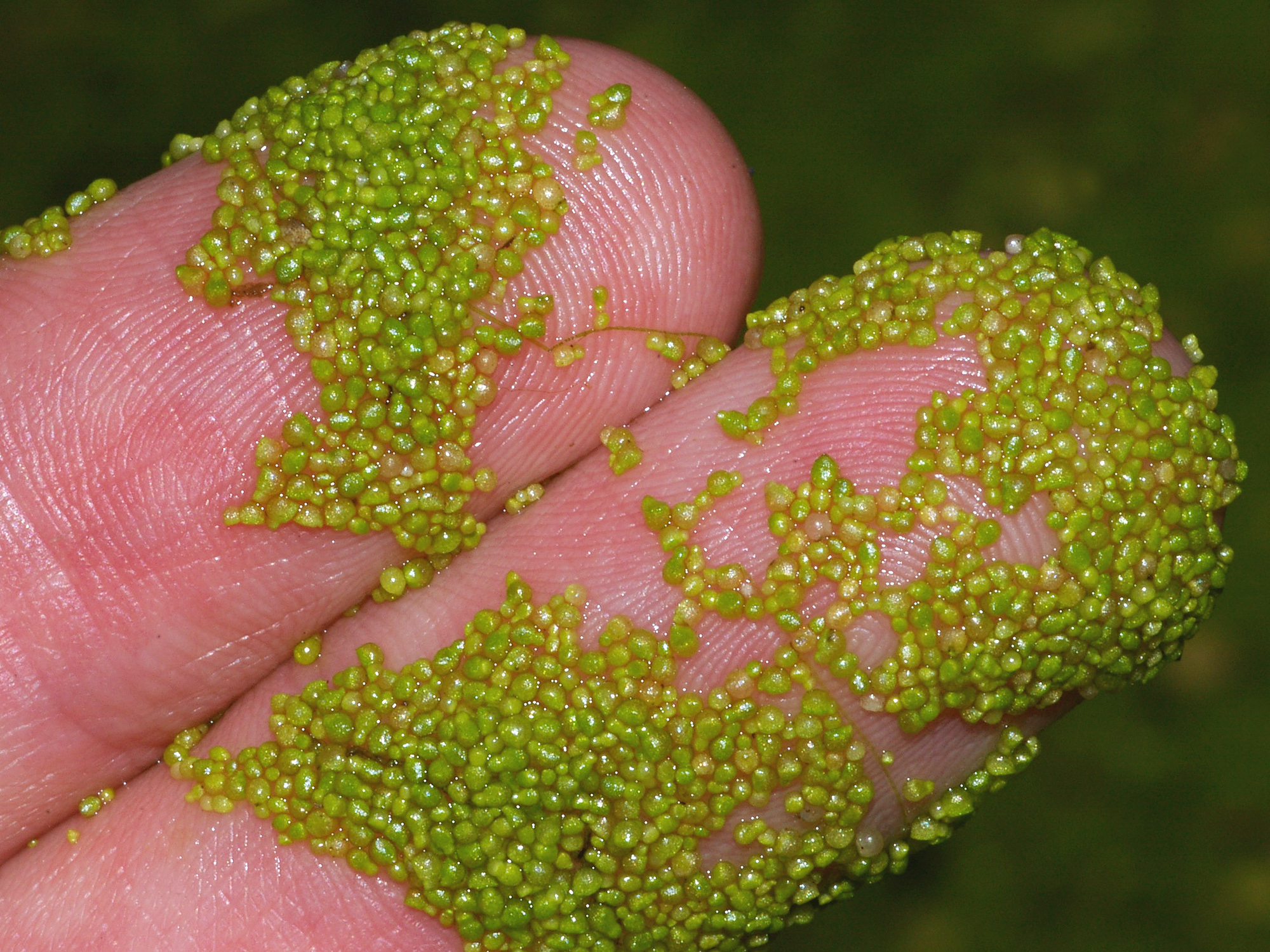
Rostlinky drobničky bezkořenné na lidské ruce

## Rozšíření ve světě
Roste v teplejších částech Evropy a západní Asie, v Africe a v Brazílii, zavlečena do Kalifornie.

## Rozšíření v Česku
V Česku roste naprosto ojediněle, nejčastěji na Břeclavsku, v minulosti byla nalezena i u Boskovic. Rostlina se šíří na velké vzdálenosti vegetativně pomocí vodních ptáků. Jedná se o kriticky ohrožený druh flóry ČR (C1).